# 1832년 영국 총선
1832년 12월부터 이듬해 1월까지의 영국 총선은 영국 1차 선거법 개정 이후 처음 치러진 총선이다. 선거권을 확대하고 불합리한 선거구를 정리했다.

## 선거 결과
정당별 의석수
| 정당       | 의석수 |
| ---------- | ------ |
| 휘그당     | 441    |
| 토리당     | 175    |
| 아일랜드당 | 42     |
| 합계       | 658    |

정당 득표율
| 정당       | 득표수  | 득표율 |
| ---------- | ------- | ------ |
| 휘그당     | 554,719 | 67.0%  |
| 토리당     | 241,284 | 29.2%  |
| 아일랜드당 | 31,773  | 3.8%   |